# Primeira Divisão 1960-61
La Primeira Divisão 1960/61 fue la 27.ª edición de la máxima categoría de fútbol en Portugal. Benfica ganó su 11° título y también en esta temporada ganó la Copa de Campeones de Europa. El máximo goleador fue José Águas del Benfica con 27 goles.

## Tabla de posiciones
| Pos | Equipo               | PJ | PG | PE | PP | GF | GC | Pts |                               |
| --- | -------------------- | -- | -- | -- | -- | -- | -- | --- | ----------------------------- |
| 1   | Benfica              | 26 | 22 | 2  | 2  | 92 | 21 | 46  | Copa de Campeones de Europa   |
| 2   | Sporting CP          | 26 | 19 | 4  | 3  | 61 | 19 | 42  | Copa de Campeones de Europa   |
| 3   | Porto                | 26 | 14 | 5  | 7  | 51 | 28 | 33  |                               |
| 4   | Vitória de Guimarães | 26 | 14 | 2  | 10 | 48 | 44 | 30  |                               |
| 5   | Belenenses           | 26 | 12 | 4  | 10 | 45 | 37 | 28  | Copa de Ferias                |
| 6   | CUF Barreiro         | 26 | 10 | 6  | 10 | 38 | 28 | 26  |                               |
| 7   | Académica de Coimbra | 26 | 10 | 6  | 10 | 31 | 29 | 26  |                               |
| 8   | Leixões              | 26 | 10 | 3  | 13 | 38 | 44 | 23  | Recopa de Europa              |
| 9   | Sporting da Covilhã  | 26 | 8  | 5  | 13 | 27 | 55 | 21  |                               |
| 10  | Atlético CP          | 26 | 8  | 5  | 13 | 35 | 54 | 21  |                               |
| 11  | Lusitano de Évora    | 26 | 9  | 3  | 14 | 29 | 51 | 21  |                               |
| 12  | Salgueiros           | 26 | 8  | 4  | 14 | 34 | 64 | 20  |                               |
| 13  | Braga                | 26 | 8  | 3  | 15 | 41 | 62 | 19  | Descenso a la Segunda Divisão |
| 14  | Barreirense          | 26 | 3  | 2  | 21 | 26 | 60 | 8   | Descenso a la Segunda Divisão |

|                               |
| Campeón SL Benfica 11° título |